# Stortjärnen (Särna socken, Dalarna, 682830-135791)
Stortjärnen är en sjö i Älvdalens kommun i Dalarna och ingår i Dalälvens huvudavrinningsområde. Sjön har en area på 0,0898 kvadratkilometer och ligger 486,1 meter över havet. Sjön avvattnas av vattendraget Höstån.

## Delavrinningsområde
Stortjärnen ingår i det delavrinningsområde (683070-135851) som SMHI kallar för Mynnar i Bornåsjön. Medelhöjden är 487 meter över havet och ytan är 23,44 kvadratkilometer. Det finns inga avrinningsområden uppströms utan avrinningsområdet är högsta punkten. Höstån som avvattnar avrinningsområdet har biflödesordning 5, vilket innebär att vattnet flödar genom totalt 5 vattendrag innan det når havet efter 509 kilometer. Avrinningsområdet består mestadels av skog (64 procent) och sankmarker (30 procent). Avrinningsområdet har 0,35 kvadratkilometer vattenytor vilket ger det en sjöprocent på 1,5 procent.